# Myrcia canescens
Myrcia canescens är en myrtenväxtart som beskrevs av Otto Karl Berg. Myrcia canescens ingår i släktet Myrcia och familjen myrtenväxter. Inga underarter finns listade i Catalogue of Life.